# Henutaneb
Henuttaneb – jedna z córek Amenhotepa III i królowej Teje, siostra faraona-heretyka Echnatona pochodząca z XVIII dynastii.
Imię Henuttaneb znaczy tyle co Pani Wszystkich Krain i niekiedy było używane jako synonim słowa królowa. Była trzecią córką swoich rodziców (po Sitamon i Iset).
Henuttaneb została wyrzeźbiona pomiędzy olbrzymimi kamiennymi statuami swoich rodziców w Medinet Habu. Wyobrażenia jej sióstr Nebetah i drugiej, której imię nie zachowało się stoją po obu stronach, każda przy nogach jednego z rodziców. Ukazano ją również w świątyni w Soleb na wapiennej płaskorzeźbie (wraz z jej siostrą Iset i obojgiem rodziców). Jej imię przetrwało na skrawku wapienia, który odpadł lecz szczęśliwym trafem zachował się do naszych czasów.
Niejasne jest dlaczego Henuttaneb nosi miano królowej, podobnie jak jej siostry Sitamon i Iset. Nigdy nie była Wielką Małżonką Królewską, ale na płaskorzeźbie z Soleb jej imię zapisane jest w kartuszu, co było przywilejem faraonów i ich małżonek.
Po śmierci ojca (i być może męża) nie wspominano już o niej.

Imię Henuttaneb w hieroglifach: 
| H | nw · t | tA · N21 · Z1 | nb |

## Galeria obrazów

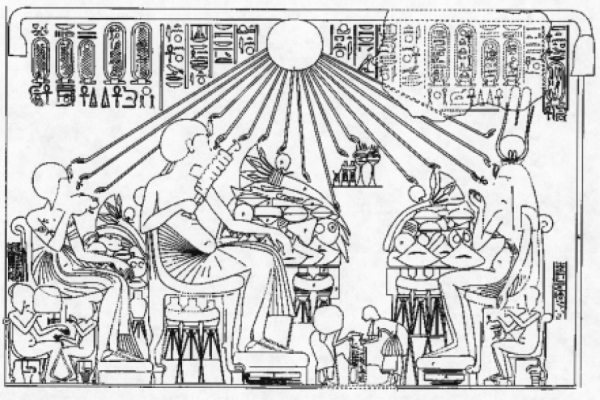
Córki Amenhotepa III z Echnatonem
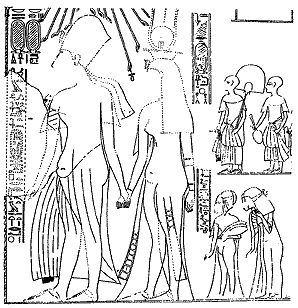
Echnaton z Henuttaneb
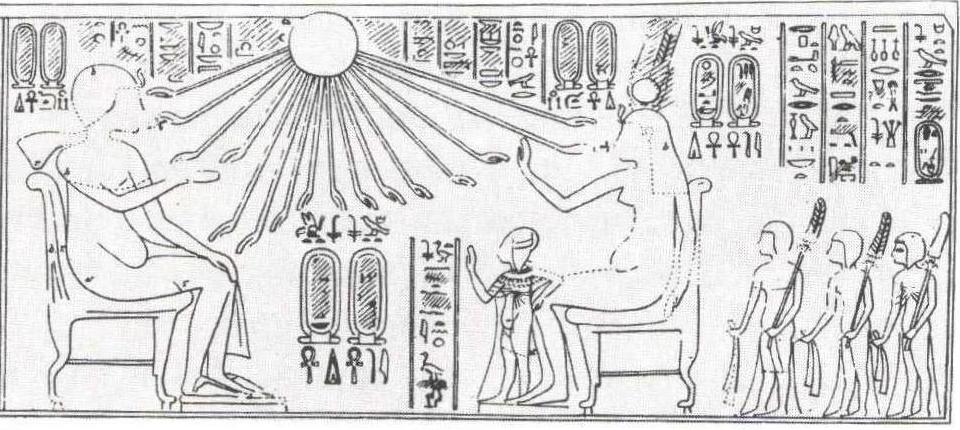
Rodzina Echnatona
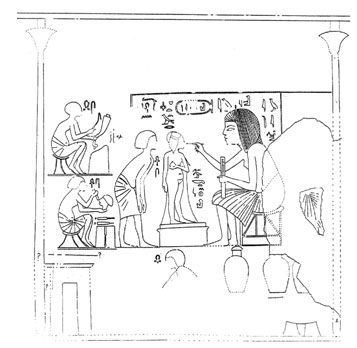
Królowa Teje z córkami
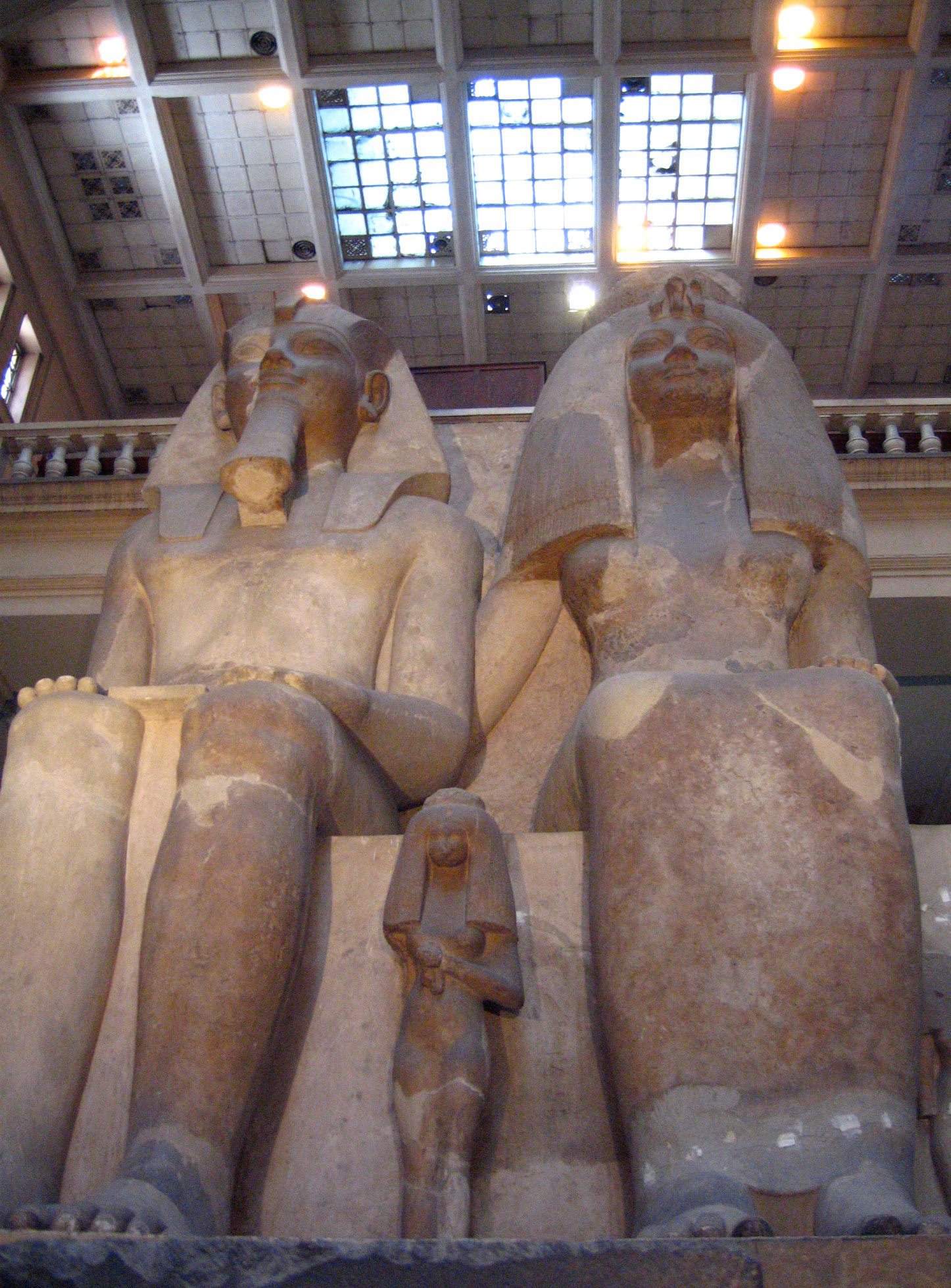
Posągi z Medinet Habu